# Negociaciones de Vikzhel
Las negociaciones de Vikzhel fueron unas conversaciones, finalmente fracasadas, entre los partidos socialistas rusos impuestas por el Comité Ejecutivo Panruso del Sindicato del Ferrocarril (Vikzhel) con el fin de sustituir el Sovnarkom, un Gobierno exclusivamente bolchevique recién formado durante la Revolución de Octubre, por una coalición de las fuerzas socialistas.
Tras la toma del poder por los bolcheviques durante la Revolución de Octubre, sus opositores políticos socialistas recurrieron a las armas. Vikzhel, partidario de la formación de un Gobierno de coalición entre los diversos partidos socialistas, los obligó a iniciar negociaciones para su creación. Vikzhel amenazaba con paralizar el transporte ferroviario, fundamental para abastecer las ciudades y transportar las tropas tanto del Sovnarkom como las de sus adversarios.
La actitud de los distintos partidos varió según la suerte de los combates, que Vikzhel no había logrado detener. Las corrientes más conservadoras de los partidos Socialista revolucionario (PSR) y Menchevique se mostraron al comienzo intransigentes y partidarias de deshacer las consecuencias de la Revolución de Octubre en la mesa de negociaciones, posibilidad favorecida por la pujanza de la fracción bolchevique dispuesta al acuerdo y la adversa situación militar gubernamental. Petrogrado se encontraba amenazada por las fuerzas reunidas por Kérenski y Moscú estaba aún en disputa.
Por otro lado, facciones de los tres partidos —Socialista revolucionario (PSR), Partido Socialista revolucionario de izquierda (PSRI) y Menchevique— abogaban con vehemencia por la formación de la coalición. Tras varias sesiones, las partes alcanzaron un principio de acuerdo que, sin embargo, acabó rechazando la mayoría del Comité Central bolchevique, nuevamente bajo el control de la fracción leninista, opuesta a las concesiones a las corrientes moderadas de las otras formaciones. La victoria bolchevique en Moscú, el aplastamiento del levantamiento de los cadetes en la capital y el fracaso de la ofensiva de Kérenski contra Petrogrado endurecieron la posición bolchevique al tiempo que moderaron las exigencias de sus adversarios socialistas.
Lenin, con el apoyo fundamental de Trotski y el respaldo cada vez mayor del comité central bolchevique, exigió una serie de condiciones para continuar las conversaciones inaceptables para la otra parte, que respondió con las suyas propias, rechazadas a su vez por el Sovnarkom. Los esfuerzos de los bolcheviques moderados por alcanzar un acuerdo intermedio, que no incluyera todas las condiciones aprobadas por su comité central, llevó a Lenin a tratar de imponerles la disciplina del partido y a retarlos a tomar el control. Los moderados, en respuesta, dimitieron de sus puestos en el Gobierno y en el comité central, lo que no sirvió para moderar la posición de aquel. Tras varios días, el rechazo de las condiciones de la oposición por parte de la fracción leninista y la renuencia de la mayoría de la oposición a aceptar las de los bolcheviques condujeron al fracaso de las negociaciones. Semanas después, sin embargo, los socialistas revolucionarios de izquierda, escindidos ya del PSR, entraron en el Gobierno.

## Antecedentes

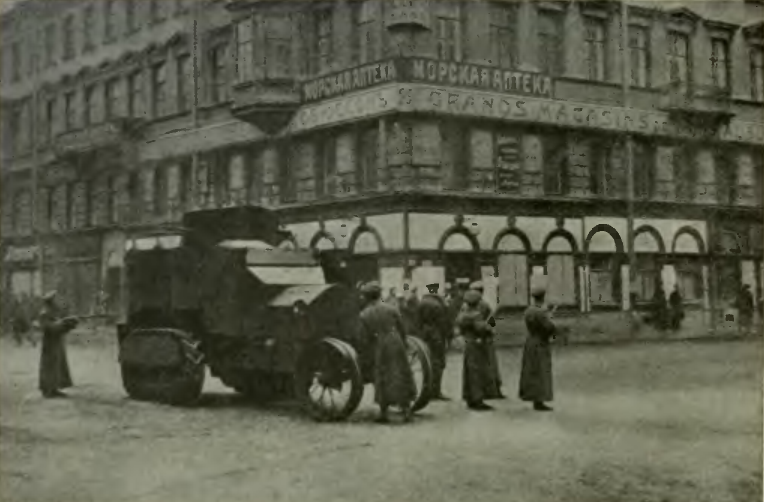
Tropas favorables a los bolcheviques durante la Revolución de Octubre. A pesar del rechazo de esta por parte del grueso de los mencheviques y socialistas revolucionarios, importantes sectores de los tres partidos socialistas esperaban aún la formación de un Gobierno socialista de coalición.

Ante la toma del poder por los bolcheviques durante la Revolución de Octubre —no en nombre propio, sino en el de los sóviets—, parte de sus adversarios políticos socialistas decidieron oponerse a ellos por las armas. Ni siquiera el ala izquierda socialista revolucionaria, que había permanecido en el Segundo Congreso Panruso de los Sóviets tras la retirada del resto de partidos, estaba dispuesta a ingresar en el Gobierno si no había acuerdo entre aquellos socialistas que respaldaban la Revolución de Octubre y los que la rechazaban. Los partidarios de un acuerdo entre socialistas —mencheviques internacionalistas, socialistas revolucionarios de izquierda y la corriente bolchevique moderada encabezada por Kámenev y Zinóviev—, comenzaron a trabajar para lograr el pacto. La posibilidad de formar un Gobierno socialista de coalición contaba asimismo con bastante apoyo popular, que se reflejó en el apoyo a la creación de aquel de la Junta Sindical de Petrogrado o el Sóviet de Výborg.

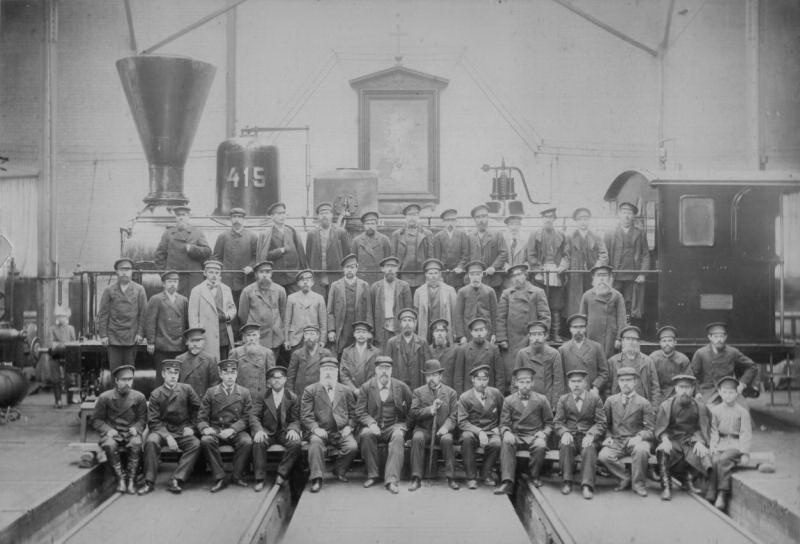
Ferroviarios rusos. El comité ejecutivo de su sindicato, Vikzhel, forzó a partidarios y opositores de la Revolución de Octubre a negociar parar formar un Gobierno de coalición socialista mediante la amenaza de paralización del tráfico férreo en el país, fundamental para el abastecimiento de las ciudades y para las maniobras militares entre los dos bandos.

La mayoría de los socialistas revolucionarios (PSR) se negaron a la restauración del Gobierno provisional ruso derrocado y la política de coalición con la burguesía, dada su impopularidad. En Petrogrado, Stankévich se quedó solo en la defensa del anterior gabinete, mientras que en Moscú los ferroviarios impusieron al partido la aceptación de un nuevo Gobierno exclusivamente socialista. Aun así, el comité central seguía defendiendo la eliminación de los bolcheviques del poder y el regreso provisional de Kérenski para entregar el poder a un nuevo gabinete de coalición socialista que excluyese a la formación de Lenin. El partido, a pesar de carecer de fuerza alguna, exigía el apartamiento de los bolcheviques.
El sindicato nacional de ferroviarios decidió no tomar partido por ninguna de las facciones, mediar entre el Comité Militar Revolucionario (CMR) gubernamental y el Comité de Salvación de la Patria y la Revolución opositor, tratar de obligar a las partes enfrentadas a poner fin al conflicto y formar una coalición de Gobierno socialista. El poder del sindicato residía en su capacidad de paralizar las comunicaciones mediante la huelga; dado que el exiguo abastecimiento de las ciudades y el movimiento de tropas dependían de la red de ferrocarriles, la amenaza de huelga del sindicato era grave. El comité ejecutivo seguía esencialmente la política de los socialrevolucionarios de izquierda, el grupo más numeroso del comité con alrededor de un cuarto de sus cerca de cuarenta miembros. Estos deseaban apartar a la burguesía del Gobierno, acabar con la guerra y formar un gabinete de todas las fuerzas socialistas en la que ninguna dominase a las demás.
El 26 de octubrejul./ 8 de noviembregreg., el Vikzhel se trasladó de Moscú, donde tenía su sede, a Petrogrado y tras entrevistarse con delegados del Congreso de los Soviets, representantes del Ministerio de Transportes y dirigentes bolcheviques moderados, impuso un bloqueo del transporte de tropas y proclamó la convocatoria de huelga para la medianoche del 29 de octubrejul./ 11 de noviembregreg. si los bolcheviques no aceptaban negociar. En la última sesión del II Congreso celebrada ese mismo día, su representante había expresado su oposición a la toma del poder por un único partido, el Bolchevique, y había reclamado la formación de una coalición de todos los partidos socialistas. Para imponer su voluntad, el Vikzhel había tomado el control de los ferrocarriles. Cualquier intento de ataque a los ferroviarios desembocaría en el fin del suministro de la capital, había indicado el representante del Vikzhel.
Tres días más tarde, comenzaron los enfrentamientos entre partidarios y opositores del nuevo Gobierno en Moscú, al comienzo desfavorables a los primeros. Los combates en los alrededores de Petrogrado tampoco habían cesado. La situación del nuevo Gobierno era precaria, sin controlar aún Moscú y asediado en Petrogrado, donde el 29 de octubrejul./ 11 de noviembregreg. se produjo el amotinamiento junker y al que se acercaban las tropas reunidas por Kérenski.
El 27 de octubrejul./ 9 de noviembregreg., tanto el Gobierno como el Comité de Salvación de la Patria y la Revolución —controlado por los socialrevolucionarios y mencheviques y opuesto al Gobierno bolchevique—, trataron en vano de ganarse el favor del Vikzhel. Al día siguiente, y a pesar de la negativa del comité central menchevique de tratar con los bolcheviques, de su llamamiento a formar un nuevo Gobierno y exigir al Comité Militar Revolucionario su rendición, el Comité de Salvación se avino a formar un nuevo Gobierno socialista que excluyese a los bolcheviques y Riazánov, en representación de estos, invitó a los ferroviarios a acudir a Smolny para comenzar las negociaciones. Las partes habían aceptado así la exigencia del sindicato de negociar, pero Vikzhel no consiguió que se proclamase también un alto el fuego. Mientras, aumentaba la tensión entre el Comité Militar Revolucionario que defendía la ciudad frente a Kérenski y el Vikzhel, que bloqueaba los movimientos de tropas.

## Comienzo de las negociaciones

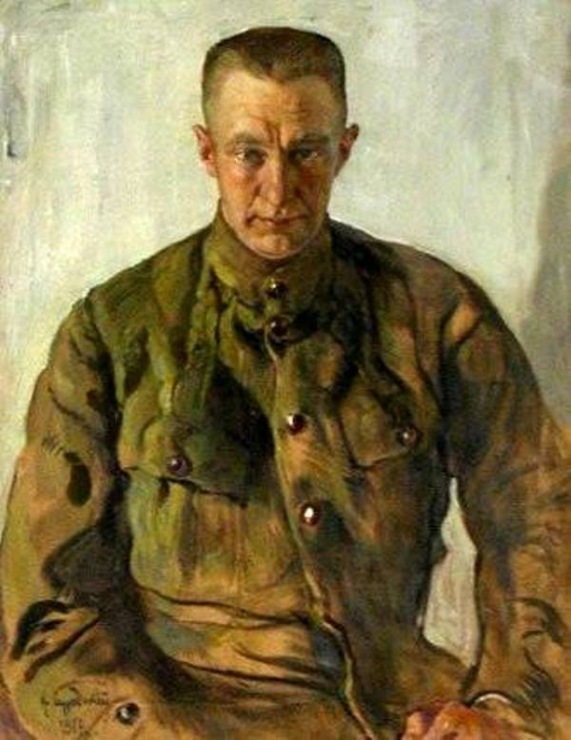
Kérenski, presidente del depuesto Gobierno provisional, trató en vano de retomar Petrogrado y rechazó tratar con los bolcheviques mientras las operaciones militares le fueron favorables.

Las conversaciones comenzaron la noche del 29 de octubrejul./ 11 de noviembre de 1917greg. en la sede del Ministerio de Transportes, tras el inicio de los duros combates en Moscú y el avance de Kérenski hasta Gátchina. A la sesión acudieron veintiséis delegados de los distintos partidos socialistas. La base de las negociaciones era la propuesta del Vikzhel de formar un nuevo Gobierno socialista que abarcase desde los bolcheviques hasta los socialistas populares. La propuesta simultánea de alto el fuego fue rechazada por los socialistas más conservadores —que seguían exigiendo la exclusión de los bolcheviques de un futuro Gobierno— y por Kérenski.
La corriente bolchevique moderada, encabezada por Lev Kámenev, había logrado el apoyo del comité central del partido —del que se hallaban ausentes Lenin, Trotski y Zinóviev— para participar, con la intención de incluir en el Gobierno a los partidos que habían abandonado las sesiones del Segundo Congreso de los Sóviets. Lenin y Trotski se encontraban reunidos con el Comité Militar Revolucionario para coordinar el aplastamiento del levantamiento de los cadetes y la defensa de la capital frente a Kérenski. La moción del comité central había incluido la necesidad de aceptar las resoluciones del Congreso de los Soviets, la responsabilidad del nuevo gabinete ante los consejos y la inclusión en él de todas las formaciones socialistas como bases para negociar con los adversarios. Kámenev deseaba obtener el respaldo de los socialistas moderados y privarle de él a Kérenski. Para ello, estaba dispuesto a mantener en sus puestos en el Comité Ejecutivo Central Panruso a los delegados que se habían retirado durante el Congreso. El desarrollo de los combates, adverso para los bolcheviques tanto en Moscú como en las afueras de Petrogrado entre el 29 de octubrejul./ 11 de noviembregreg. y el 31 de octubrejul./ 13 de noviembregreg., favorecía la actitud conciliadora bolchevique. En la sesión plenaria del Comité Ejecutivo Central Panruso (CEC o VTsIK) el mismo día 29 de octubrejul./ 11 de noviembregreg., Kámenev se mostró dispuesto a aceptar la exclusión de Lenin y Trotski que exigían los demás partidos socialistas moderados y a contemplar un Gobierno en el que su partido no ostentase la mayoría.

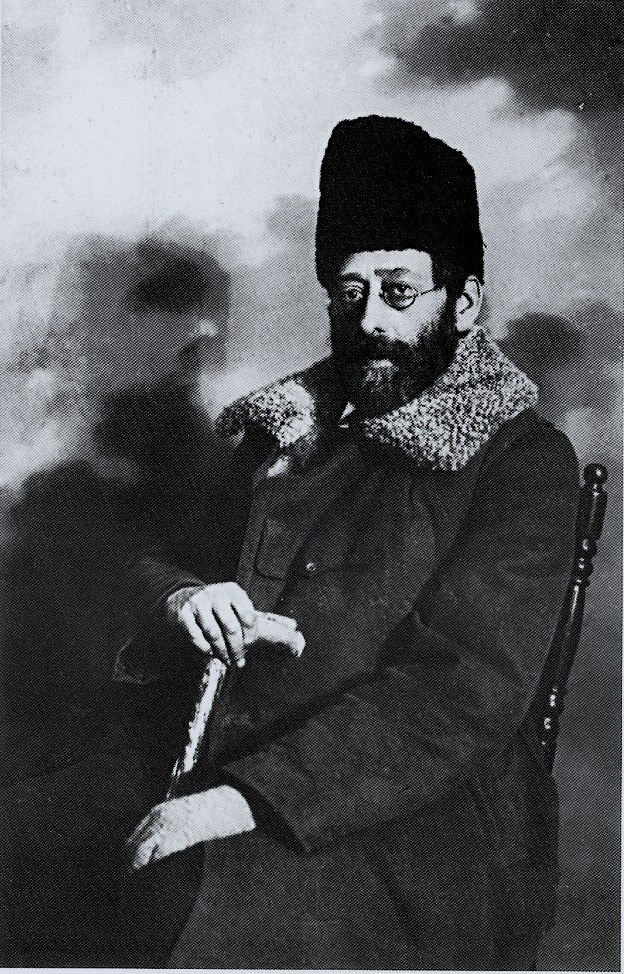
Mártov, dirigente menchevique, comenzó a retomar el control del partido, pero no logró un apoyo decidido de su formación a las negociaciones y tuvo que enfrentarse a una notable fracción defensista, totalmente contraria a un acuerdo con los bolcheviques.

La misma debilidad del Sovnarkom que facilitaba la moderación bolchevique endureció la postura de los partidos socialistas que habían respaldado al Gobierno provisional derrocado en el Revolución de Octubre.
Gendelman, portavoz de los socialrevolucionarios, se mostró dispuesto a poner fin al Gobierno de Kérenski y a crear un nuevo Consejo de Ministros exclusivamente socialista, pero sin contar con los bolcheviques y solo tras la derrota militar de estos, y animó a los ferroviarios a respaldar las operaciones militares de Kérenski. A pesar del tono belicoso de Gendelman, ese mismo día había fracasado el levantamiento en Petrogrado alentado por su partido.
Mártov deseaba encauzar la Revolución de Octubre y evitar que un enfrentamiento entre socialistas facilitase la contrarrevolución. Su deseo de acabar con los enfrentamientos entre socialistas de forma pacífica era compartido por otros delegados en las conversaciones. Deseoso de que no fracasasen las negociaciones, se mostró inicialmente singularmente conciliador con los bolcheviques en la primera sesión. Durante las conversaciones, expresó su oposición a las medidas represivas del Sovnarkom, como el cierre de publicaciones socialistas, fusilamientos sin juicio previo y otros excesos del Comité Militar Revolucionario. En su opinión, la falta de acuerdo entre socialistas llevaría a una inminente guerra civil. Dan, también en representación de los mencheviques, indicó que su partido solo participaría en el nuevo gabinete si ingresaban también los socialrevolucionarios. Con un acuerdo preliminar entre las partes, se formó un comité interpartidista que comenzó a concretar el acuerdo durante la noche.
La sesión de la mañana del 30 de octubrejul./ 12 de noviembregreg. fue corta: los delegados escucharon el informe sobre las negociaciones con Kérenski y convocaron una nueva reunión para la noche. En la sesión nocturna, Mártov exigió la abolición del decreto del Comité Militar Revolucionario que demandaba el arresto y juicio ante un tribunal revolucionario de los miembros del Comité de Salvación, reivindicación aceptada por el Vikzhel. Por la mañana, en una conferencia conjunta de mencheviques y socialrevolucionarios, los dos partidos habían acordado una serie de reivindicaciones para presentar esa noche en la segunda sesión de las negociaciones: desarme de la Guardia Roja, entrega del control de la guarnición capitalina al ayuntamiento y proclamación de un armisticio. A cambio, se comprometían a que las tropas de Kérenski no lucharan en la capital y que se formara un nuevo Gobierno socialista, excluyendo a los bolcheviques. El Vikzhel había forzado a los renuentes socialrevolucionarios a negociar. En la sesión nocturna, el nuevo representante socialrevolucionario, Rakítnikov, más a la izquierda que Gendelman, admitió la participación de ministros bolcheviques en el nuevo Gobierno, no como representantes del partido, sino a título personal pero vetó la inclusión de Lenin o Trotski. El nuevo Gobierno debía además responder ante el Preparlamento, que sería restaurado. El ala derecha del PSR, al igual que los defensistas mencheviques, en cualquier caso, siguió negándose a gobernar junto a los bolcheviques.
El 31 de octubrejul./ 13 de noviembre de 1917greg., las posiciones se acercaron a las propuestas del Vikzhel —cuyos representantes eran socialrevolucionarios de izquierda—: los bolcheviques se mostraron más conciliadores y dejaron de exigir el 51 % de la carteras del gabinete, los socialrevolucionarios de derecha se ofrecieron a entrar en un Gobierno sin Lenin ni Trotski y los mencheviques de derecha se mostraron dispuestos a apoyar al nuevo Gobierno —incluso si incluía bolcheviques— aunque no a participar en él. El PSR además admitió la desaparición del Gobierno provisional y abandonó su exigencia de resucitar el Preparlamento. Reclamaron, sin embargo, la concesión de escaños a los consejos campesinos y a las dumas (ayuntamientos) en el nuevo órgano legislativo, lo que hubiese dejado en minoría a los bolcheviques. Los reveses de Kérenski moderaron las posiciones de mencheviques y socialrevolucionarios pero, al mismo tiempo, endurecieron las de los bolcheviques.
La mayoría de los delegados aprobó la creación del nuevo organismo propuesto por mencheviques y socialrevolucionarios. A pesar del principio de acuerdo, las partes debían además resolver importantes cuestiones prácticas: si el nuevo Gobierno respondería ante el CEC (o VTsIK) o ante otro organismo, el número de comisarías que se otorgaría a cada formación y quiénes formarían el gabinete.
Aunque Mártov y Dan lograron que el comité central menchevique respaldase las negociaciones y la formación de un nuevo gabinete de coalición socialista, la fracción defensista continuaba oponiéndose en general a cualquier acuerdo con los bolcheviques, a los que exigía la restauración de las libertades abolidas y la inmediata convocatoria de la asamblea constituyente. Su posición respecto a qué Gobierno debía sustituir al Sovnarkom, empero, no era clara: mientras unos abogaban por el regreso de Kérenski, otros preferían una nueva coalición que no encabezase este, y otros incluso estaban dispuestos a pactar con los bolcheviques si estos excluían a Lenin y Trotski del futuro Gobierno.

## Acuerdo aparente
Una comisión interpartidaria resolvió la mayoría de los desacuerdos en la sesión del 31 de octubrejul./ 13 de noviembre de 1917greg.: se aprobó la formación de un nuevo órgano legislativo, el «consejo popular», en el que participaría no solo el nuevo CEC elegido en el II Congreso, sino el anterior, las dumas (ayuntamientos), los principales sindicatos y los sóviets de las provincias. Este organismo sería el encargado de elegir al nuevo Gobierno que, sin embargo, se decidió ya en las conversaciones. En la práctica, era casi una resurrección del Preparlamento disuelto durante la Revolución de Octubre. El presidente del nuevo gabinete sería el socialrevolucionario Víctor Chernov y no contaría con la presencia de Lenin ni de Trotski. El pacto, alcanzado tras horas de encendido debate, que reservaba importantes ministerios —Educación, Industria y Comercio y quizá Trabajo, Interior y Exteriores— para los bolcheviques y logrado principalmente por el acuerdo de los moderados bolcheviques, los socialrevolucionarios de izquierda y los mencheviques internacionalistas, parecía definitivo.
Kámenev se comprometió a publicarlo; Izvestia publicó una versión poco fiel, que excluía la lista de ministros o la participación de las dumas en el nuevo organismo legislativo. Rabochi i soldat indicó que se había logrado un acuerdo entre los partidos con representación en los consejos.

## Fracaso

### Las desavenencias bolcheviques
El 1 de noviembrejul./ 14 de noviembregreg., llegó la noticia de la victoria de las fuerzas bolcheviques en Moscú y de la retirada de las de Kérenski de los alrededores de Petrogrado, lo que alivió la presión militar sobre el Gobierno y, en los días siguientes, llevó a un alejamiento de las posiciones en la mesa de negociaciones. Con la victoria militar, el interés de los bolcheviques por negociar con sus adversarios —nulo en el caso de Lenin— menguó notablemente. Por su parte, los socialrevolucionarios tampoco participaban con intención de alcanzar un acuerdo. Ambas partes acudieron a las negociaciones obligadas por los ferroviarios. El regreso de Lenin y Trotski a las sesiones del comité central favoreció asimismo el endurecimiento de la posición negociadora bolchevique.
Lenin y Trotski —este último recién regresado de los combates al sur de la capital contra Kérenski—, convencidos de que Kámenev había realizado concesiones excesivas, atacaron el acuerdo en la larga reunión del comité central de la tarde y la noche del 1 de noviembrejul./ 14 de noviembregreg.. Lenin sostenía que la inclusión de las dumas sería una concesión a las fuerzas burguesas y acabaría con la asunción del poder por los consejos aprobada en el II Congreso; defendía un Gobierno exclusivamente bolchevique. Convencido de que la revolución en Rusia se extendería pronto por el resto de Europa, sostenía que las concesiones a los socialistas moderados les devolvería el poder gubernamental perdido y frustraría la revolución mundial. En una agitada sesión, abogó por arrestar al Vikzhel si oponía resistencia al Gobierno y retó a la corriente conciliadora de Kámenev a forzar una escisión del partido y tomar el poder en caso de obtener la mayoría —a la vez que amenazaba con solicitar el apoyo de los marinos en este caso—. Lunacharski, en defensa del acuerdo, se opuso a excluir a las dumas, elegidas por sufragio universal y que consideraba necesarias para garantizar la administración del Estado, así como al uso de la fuerza o del terror para mantenerse en el poder. Recibió el apoyo de Víktor Noguín, que criticó la ausencia de los consejos de mencheviques y socialrevolucionarios ya que esta los volvía inútiles, y de David Riazánov, que temía que el rechazo del pacto les privara del apoyo de los socialrevolucionarios de izquierda e invalidara la promesa de un Gobierno soviético. Trotski, por su parte, tomó partido por Lenin y atacó con dureza a los moderados.
Aunque los moderados se mostraron dispuestos a continuar las negociaciones y tratar de modificar el acuerdo alcanzado, Lenin indicó que las conversaciones solo debían continuar como estratagema para facilitar las operaciones militares contra Kérenski, ya que estaba convencido de que los otros partidos socialistas no aceptarían a los sóviets como base del gobierno nacional. Por su parte, Trotski indicó que un acuerdo con los mencheviques solo serviría para complicar las actividades gubernamentales de los bolcheviques. Yákov Sverdlov sugirió el uso de un incidente para poner fin a las negociaciones. La votación final concluyó con diez votos favorables a continuar dialogando con los adversarios socialistas y cuatro opuestos a ello. A pesar de esto, el comité aprobó ciertas condiciones, propuestas por Lenin: la aceptación del poder político soviético y del II Congreso y sus decretos, la responsabilidad del Gobierno ante el CEC, la exclusión de este de las organizaciones que no fuesen consejos, la inclusión de sí mismo y de Trotski en el gabinete y la lucha contra las fuerzas contrarrevolucionarias, incluido Kérenski. Estas condiciones mínimas debían servir para poner de manifiesto la imposibilidad —señalada por Trotski— de llegar a un acuerdo con los moderados sin acabar a la vez con la posibilidad de alianza con los socialrevolucionarios de izquierda.
La posición bolchevique aprobada en la reunión del comité central la presentó poco después esa misma noche V. Volodarski, más cercano a las tesis de Lenin, ante el CEC, para desilusión de los partidarios del acuerdo de los demás partidos, que creían en las perspectivas de un pacto inmediato. La mayoría bolchevique en el CEC aseguró la aprobación de la moción propuesta por Volodarski, aprobada al final también con los votos de los socialrevolucionarios de izquierda, que primero intentaron en vano presentar una moción alternativa más conciliadora.

### La retirada de los socialrevolucionarios
Ante la reiteración de la exigencia bolchevique de que el poder residiese únicamente en los consejos, los delegados socialrevolucionarios se retiraron de las conversaciones, a las que solo acudieron a partir de entonces como observadores. En realidad, el PSR había participado con renuencia en las negociaciones, obligado por los ferroviarios; Kérenski se había mostrado receptivo a las propuestas de Vikzhel solo tras la derrota en las colinas de Púlkovo. Intransigentes en las sesiones, apenas habían decidido conceder a los bolcheviques una parte del poder político que estos ya disfrutaban completamente.

### Las desavenencias mencheviques
Mientras Kámenev se enfrentaba a la necesidad de tratar de convencer a sus correligionarios de aceptar a las dumas en el nuevo Parlamento o de que socialrevolucionarios y mencheviques admitiesen las condiciones añadidas por Lenin y aprobadas por el comité central bolchevique, los mencheviques partidarios del acuerdo se enfrentaban al mismo tiempo a sus propios rivales en el partido. El día anterior, apenas habían logrado aprobar una resolución para continuar negociando con los bolcheviques por doce votos frente a once. La noche del 1 de noviembrejul./ 14 de noviembregreg., se repitió el resultado y los defensistas decidieron dimitir del comité central, lo que hubiese desatado una grave crisis entre las dos corrientes del partido. Para evitarlo, la escasa mayoría internacionalista decidió hacer concesiones a los defensistas. El comité central menchevique respondió al día siguiente a las condiciones bolcheviques con otras propias. Incluían el rechazo de excluir a las dumas y a otras organizaciones democráticas de las nuevas Cortes —concesión a los defensistas para tratar de recabar su apoyo—, la liberación de los presos políticos arrestados en los días precedentes, el fin del terror político y la restauración de derechos políticos como el derecho de huelga, reunión, asociación y libertad de prensa, el alto el fuego en el conflicto con Krasnov y Kérenski y el traspaso de algunas tropas a las dumas para evitar pogromos y saqueos.

### Nuevo acuerdo, crisis bolchevique y menchevique
Lenin rechazó estas condiciones y logró aprobar con una mayoría de un voto una nueva resolución más intransigente que la anterior el 2 de noviembrejul./ 15 de noviembregreg.. La moción, rechazada en vano por los moderados del comité central, exigía su presencia y la de Trotski en el Gobierno, e indicaba que solo las medidas del Sovnarkom eran compatibles con la expansión de la revolución rusa por Europa. Mediante la exigencia de condiciones inaceptables para mencheviques y socialrevolucionarios, trataba de hacer fracasar las negociaciones, sin rechazar abiertamente el acuerdo original. Kámenev, cada vez con menos apoyos en el comité central bolchevique, trató de desbloquear las negociaciones presentando públicamente ante el CEC la segunda moción de Lenin; después de protestar y permitir un receso, la oposición aprobó la moción de Kámenev presentada en nombre de la delegación bolchevique. Esta incluía el ingreso de las dumas, los sindicatos y representantes del Congreso de los Soviets campesinos y del Ejército en el nuevo Parlamento, la reserva de al menos la mitad de los escaños para los bolcheviques, la inclusión en el nuevo Gobierno de Lenin y Trotski y la cesión de los ministerios de Interior, Trabajo y Exteriores a su partido. La madrugada del 3 de noviembrejul./ 16 de noviembregreg., la oposición había aceptado la moción de Kámenev al conocer las exigencias, mucho mayores, de Lenin.
El acuerdo en el VTsIK supuso un grave revés para la posición de Lenin ya que la moción aprobada incluía las principales reivindicaciones bolcheviques a cambio de conceder cincuenta escaños a las dumas. Los moderados esperaban que obtuviese el apoyo mayoritario del comité central bolchevique y menchevique y el de las bases del partido. Lenin, furioso, por considerar que la actuación por parte de una minoría contra una moción aprobada infringía la disciplina del partido, reaccionó entrevistando por separado a todos los miembros del comité central y proponiendo su firma de un ultimátum dirigido a los moderados. Lenin exigía el respaldo a sus posiciones expresadas en la moción y la dimisión de la oposición o la toma por esta de las riendas del Gobierno y su propia exclusión. Nueve miembros firmaron la propuesta de Lenin. Finalmente, Lenin ofreció convocar un congreso extraordinario que decidiese la posición del partido, reto que no aceptaron los moderados.
Por su parte, la situación era similar en el partido menchevique: los defensistas exigieron una conferencia del partido tras la derrota de sus posiciones en el comité central. Las dos corrientes del partido se enfrentaron duramente y trataron de lograr la mayoría en la conferencia extraordinaria del 3 de noviembrejul./ 16 de noviembregreg.. Se enzarzaron en un agrio debate en el que cada una se presentó como verdadera representante del menchevismo. Con fuerzas igualadas, la resolución final no adoptó claramente las tesis de los partidarios de un acuerdo ni las de los que se oponían a él; criticó tímidamente la actuación del comité central y recomendó vagamente un cambio de actitud, sin indicar cuál debía adoptarse.
Sin embargo, la propuesta de los bolcheviques moderados aprobada por el CEC resultó inaceptable para la oposición, que expresó su rechazo en la sesión del 3 de noviembrejul./ 16 de noviembregreg. antes de lanzarse a criticar la represión bolchevique y a exigir nuevamente la formación de un nuevo gabinete responsable ante el «consejo popular provisional».
Ante la continuación de la represión política del Comité Militar Revolucionario, Mártov y Dan se mostraron incapaces de recabar apoyo suficiente de mencheviques y socialrevolucionarios para sostener el acuerdo. Así, exigieron el fin de la represión el 4 de noviembrejul./ 17 de noviembregreg. como condición para seguir dialogando. Los mencheviques exigían el fin del terror, la liberación de los ministros burgueses de la Fortaleza de San Pedro y San Pablo y el fin de las hostilidades —que Kérenski ya había aceptado—. Esta maniobra debía reforzar su posición en el comité central y disipar las dudas de estar cediendo ante Lenin. Kámenev reaccionó exigiendo al Comité Militar Revolucionario que cesase su represión para permitir que siguiesen las negociaciones, de acuerdo a la moción aprobada por el comité central días antes. La fracción moderada se oponía al terror, criticaba su uso por el Sovnarkom y alertaba de que podía conducir al fracaso de la revolución y a la formación de un Gobierno no responsable ante el pueblo:

Defendemos la formación de un Gobierno socialista que incluya a todos los partidos socialistas. Entendemos que solo existe una alternativa: la conservación de un Gobierno exclusivamente bolchevique mediante el terror político. Este es el camino elegido por el Consejo de Comisarios del Pueblo. No podemos ni deseamos seguir este camino. Creemos que conducirá al aislamiento de las masas de la dirección de la vida política del país y a la formación de un Gobierno irresponsable. Llevará a la destrucción de la revolución y del país. No podemos hacernos responsables de estas medidas y por lo tanto dimitimos del Consejo de Comisarios del Pueblo y así lo declaramos ante el CEC.

Noguín, Rýkov, Miliutin, Teodoróvich, Riazánov, Dervíshev, Arbúzov, Yurénev, Fiódorov, Larin, Shliápnikov. 
5 de noviembre de 1917

Cinco miembros del comité central —Kámenev, Zinóviev, Rýkov, Noguín y Miliutin— y cuatro comisarios populares —Rýkov, Noguín, Teodoróvich y Miliutin— dimitieron. Kámenev abandonó la presidencia del VTsIK, que pasó a manos de Sverdlov. Las dimisiones, acompañadas de cartas a distintas agrupaciones bolcheviques de Kámenev, Zinóviev, Rýkov, Noguín o Miliutin, trataban de involucrar a las bases del partido en la posición ante las negociaciones. Los socialrevolucionarios de izquierda, en protesta por las medidas del Comité Militar Revolucionario, dimitieron de este entre el 4 de noviembrejul./ 17 de noviembregreg. y el 5 de noviembrejul./ 18 de noviembregreg..
El rechazo del ultimátum menchevique por parte de Lenin, sin embargo, bastó para ponerles fin. El 5 de noviembrejul./ 18 de noviembregreg., el Vikzhel comunicó a sus miembros en Moscú el fracaso de las negociaciones y su regreso a la capital. A la sesión de esa noche, los bolcheviques y los socialrevolucionarios de izquierda no se presentaron y los mencheviques y socialrevolucionarios, convencidos de la próxima desintegración del partido bolchevique por las dimisiones de los moderados y cada vez más opuestos a un acuerdo con estos por la represión del Comité Militar Revolucionario, se presentaron sin intención de pactar. La última sesión tuvo lugar el 7 de noviembrejul./ 20 de noviembregreg. y a ella no acudieron ya los representante bolcheviques. En ese momento, estaban aprobando en el CEC el permiso al Sovnarkom para que gobernase por decreto. La posición leninista había ido ganando fuerza durante los últimos días entre el proletariado de la capital. Tanto la reunión del Comité de Petersburgo bolchevique como las delegadas de la Primera Conferencia de Obreras de Petrogrado o la Junta Sindical de Petrogrado —los dos últimos inicialmente favorables a las posiciones de los moderados bolcheviques— expresaron su respaldo a la posición de Lenin durante los últimos días de las negociaciones. Por otra parte, la fuerza de Vikzhel era menor de lo que aparentaba: el comité ejecutivo no podía imponer su criterio a todos los ferroviarios y los partidarios de los bolcheviques abundaban, especialmente entre los trabajadores de los talleres y en Moscú.

## Conclusiones
A la división bolchevique se unió la de los mencheviques, incapaces de mantener una posición coherente ante las grandes diferencias de sus dos principales corrientes internas. La exigua mayoría internacionalista de Mártov y Dan no podía aceptar las condiciones bolcheviques, ni aun la de los moderados, sin sufrir la escisión de los defensistas.
Por su parte, los socialrevolucionarios tampoco tenían intención de llegar a un acuerdo con el Gobierno de Lenin y trataron de utilizar su participación en ellas simplemente para ganar tiempo y permitir a Kérenski retomar la capital gracias a las tropas del frente. Su corriente más izquierdista, que poco después se separó del partido, no logró vencer el rechazo de Lenin y Trotski a compartir el poder con los socialistas moderados, pero acabó ingresando en el Gobierno semanas más tarde igualmente. Si bien los socialrevolucionarios de centro hubiesen podido pactar con los bolcheviques moderados, los contrarios al acuerdo en ambas formaciones imposibilitaron el pacto. La insistencia de los bolcheviques en que la oposición aceptase un Gobierno basado en los consejos y la negativa a ello de los socialrevolucionarios, que consideraban a estos un organismo de clase inferior a los elegidos por sufragio universal como los ayuntamientos, imposibilitó el acuerdo. Para el PSR, el límite de sus concesiones hubiese sido la formación de un Gobierno de coalición temporal, sometido a la autoridad de un organismo en el que hubiese habido paridad de sóviets y dumas y que hubiese cedido el poder a la asamblea constituyente. Rechazaban de plano la dictadura del proletariado y la exigencia bolchevique de supremacía en el Gobierno.
Así, en los tres principales partidos participantes en las negociaciones prevalecieron los adversarios del pacto. Esto, unido a la incapacidad de la oposición de reclutar un apoyo militar destacable y el resultado de los combates permitieron a Lenin mantenerse en el poder al frente de un Gobierno exclusivamente bolchevique —hasta el ingreso de los socialrevolucionarios de izquierda en diciembre—, al tiempo que aprobaba gran número de medidas sin el concurso del teórico órgano legislativo, el CEC. La coalición entre bolcheviques y socialrevolucionarios de izquierda apenas duró unos meses ya que estos abandonaron el Gobierno en marzo de 1918 por la firma de la paz con los Imperios Centrales; en el verano de 1918, todos los partidos políticos excepto el Comunista —nuevo nombre de los bolcheviques— habían sido prohibidos.